# Variación secular
Las variaciones seculares son las variaciones del campo magnético terrestre, de período tan largo que sólo se aprecian al comparar valores medios durante varios años. La distribución del campo magnético terrestre se mueve lentamente hacia el Oeste. El promedio de avance es del orden de 0,18v (grados de longitud) por año.
A esta velocidad la distribución del campo daría la vuelta a la Tierra en 2 000 años. Su marcha hacia el Oeste se debe a causas localizadas en el interior del planeta. Los cambios internos tienen lugar de modo muy lento: hasta millares de millones de años. En comparación, dos mil años es un periodo de tiempo muy corto. Este elemento constituye una de las claves fundamentales del estudio del magnetismo terrestre.
- Datos: Q6159692